# Ruisseau de Saint-Perdoux
Le ruisseau de Saint-Perdoux est une rivière du département Lot, en France affluent du Célé sous-affluent du Lot donc sous-affluent de la Garonne.

## Géographie
De 13,2 km de longueur, le ruisseau de Saint-Perdoux prend sa source sur la commune de Sainte-Colombe dans le département du Lot et se jette dans le Célé à Buzac sur la commune de Viazac.

## Département et communes traversées
- Lot : Sainte-Colombe, Cardaillac, Viazac, Saint-Perdoux.

## Principal affluent
- Ruisseau de Douzet : 4,5 km